# Anzaïta-(Ce)
L'anzaïta-(Ce) és un mineral de la classe dels òxids. Va rebre aquest nom en honor d'Anatoly N. Zaitsev, de la Universitat Estatal de Sant Petersburg (Rússia) i del Museu d'Història Natural (Anglaterra), en reconeixement de la seva contribució a l'estudis de les carbonatites i dels minerals de terres rares.

## Característiques
L'anzaïta-(Ce) és un òxid de ceri, titani i ferro, de fórmula química Ce₄Fe2+Ti₆O18(OH)₂, que va ser aprovat per l'Associació Mineralògica Internacional l'any 2013. Cristal·litza en el sistema monoclínic formant petits cristalls. Només se n'ha trobat anzaïta-(Ce) a les hidrotermalment alterades silicocarbonatitas del complex alcalino-ultramàfic d'Afrikanda, a l'óblast de Múrmansk, Rússia. Sol trobar-se associada a altres minerals com: titanita, hibschita, clinoclor o calcita.